# Historia de la Línea del Corgo

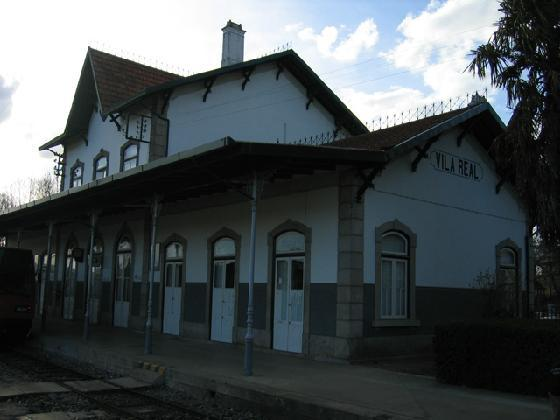
Estación de Vila Real, con un automotor de la CP Serie 9500.

La Línea del Corgo, originalmente denominada Línea del Valle del Corgo y de Caminho de Ferro de Regoa a Chaves, fue una conexión ferroviaria entre la Estación de Régua, en la Línea del Duero, y la ciudad de Chaves, en el distrito de Vila Real, en Portugal.

## Antecedentes
El primer ferrocarril en hacer este recorrido fue una línea de Carros Americanos, a tracción animal, que funcionó entre el 26 de noviembre de 1875 y septiembre de 1876, uniendo Régua a Vila Real, en un recorrido de cerca de 26 kilómetros.

## Primeras tentativas de construcción
Desde la llegada de la Línea del Duero a Régua, el 15 de julio de 1879, se planeó la construcción de un ferrocarril entre este punto y las ciudades de Vila Real y Chaves, pasando por el valle del Río Corgo.
En efecto, desde el siglo XIX ya se conocía la necesidad de construir una conexión ferroviaria entre Régua y la frontera, pasando por las importantes localidades de Vila Real y Vila Pouca de Aguiar, las estancias termales en Pedras Salgadas y en Vidago, y las planicies en los alrededores de Chaves; se esperaba que la línea serviese, así mismo, a la región de Verín, en España, uniéndose a la línea entre esa localidad y Orense. Junto a Vidago, terminaría la línea del Támega, que se preveía que fuese el más importante ferrocarril en aquella región; no obstante, la Línea del Corgo también tenía una considerable importancia, por servir a Vila Real. Se esperaba, igualmente, que la Línea de Lamego constituyese una prolongación de esta línea, pudiendo ser alargada en el futuro hasta Vila Franca das Naves. Todas estas conexiones fueron incluidas en el Plan de la Red al Norte del Mondego, con fecha de 1886, reconocido por un informe administrativo de 1898, y oficializado por un decreto del 15 de febrero de 1900.
Durante el mandato de Emídio Navarro, aquel estadista procuró desarrollar el transporte ferroviario en la región al Norte del Río Duero, habiendo ordenado la elaboración de diversos proyectos, incluyendo uno que unía Viseu a Chaves, en vía ancha o estrecha. El estudio para esta línea fue realizado por dos grupos, uno al Norte, dirigido por Pereira Días, y otro al Sur del Río, liderado por Arbustos Cid. Se comprobó que el difícil relieve de la región convertía en más apropiada la utilización de ancho estrecho, por lo que el anteproyecto fue elaborado pensando en este tipo de vía.
Así, fueron realizadas varias tentativas, como la de la Companhia do Caminho de Ferro do Porto à Póvoa e Famalicão, que estuvo casi a punto de ser concedida la garantía de pago, o los estudios efectuados por Emídio Navarro. El 12 de abril de 1897, los empresarios Alberto de la Cunha Leão y António José Pereira Cabral obtuvieron la concesión para la construcción y gestión del Ferrocarril de Regoa a Chaves; este ferrocarril, en vía métrica, sería efectuada sin apoyos del gobierno. No obstante, pronto recibieron el auxilio estatal que sería indispensable, por lo que consiguieron que el albarán de abril fuese sustituido por un decreto del 1 de abril, que estableció una concesión provisional, con diversas exenciones de impuestos. Un plan original, de 1887, que preveía un límite de 150 metros en las curvas, y que, por ello, aumentaría considerablemente los costes de instalación de vía en la difícil región entre Régua y Vila Pouca de Aguiar, fue, así mismo, sustituido en 1897, estableciendo el nuevo plan un máximo de 60 metros en las curvas, lo que haría la construcción mucho menos costosa. No obstante, el 12 de julio del mismo año, salió una propuesta de ley, que reguló el arrendamiento de las líneas del estado, y la construcción de las líneas complementarias; este documento benefició, principalmente, a la red ferroviaria en el Miño, en perjuicio de las líneas en Trás-os-Montes, existiendo solo una línea entre Braga y Chaves recibiendo garantía de pago. Una vez que se entró en conflicto con esta nueva conexión, la iniciativa para unir Régua a Chaves fue liquidada. También así, una carta de ley del 27 de julio de 1898 autorizó al gobierno a convertir la concesión en definitiva, y a realizar más concesiones en los impuestos; no obstante, esta autorización no llegó a ser utilizada.

## Apertura de los concursos estatales

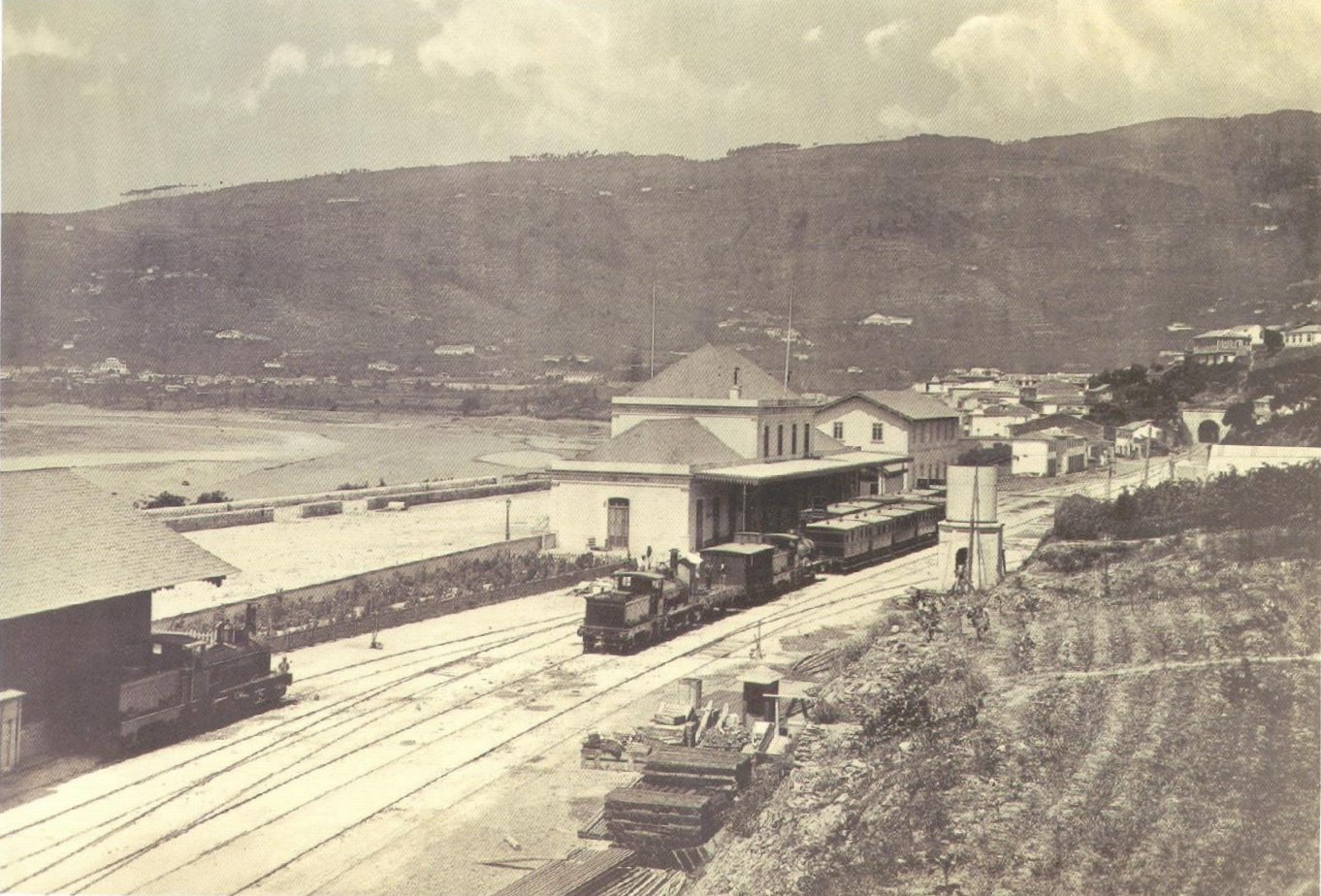
Estación de Régua, antes de la construcción de la Línea del Corgo.

El 14 de julio de 1899, una ley reorganizó la gestión de los Caminhos de Ferro do Estado, e instituyó el fondo especial para auxiliar la construcción de líneas complementarias y la realización de obras y mejoras necesarias. Este diploma autorizó, igualmente, la instalación de todas las líneas cuya concesión ya estuviese caducada o en vías de caducar, aprovechando el gobierno para decretar la construcción de la línea de Régua a Vila Real.
La publicación de este documento revitalizó las iniciativas para la construcción de la conexiones ferroviarias, siendo el diputado José Ferro Madureira Beça quien defendiese la implantación de una línea entre Mirandela y Braganza; en la secuencia de este pedido, el ministro de Obras Públicas, Conde de Paçô Vieira, aprovechó para regularizar la situación de las diferentes líneas, incluyendo la de Régua a Chaves, habiendo establecido la concesión por un albarán del 10 de octubre de 1901.
No obstante, los concesionarios, Alberto da Cunha Leão y António Júlio Pereira Cabral, tuvieron que pedir la rescisión del contrato, una vez que no consiguieron reunir los recursos financieros necesarios para este proyecto. Posteriormente, cuando fue necesario presentar, en las Cámaras, una propuesta de ley sobre la línea de Mirandela a Braganza, fue luego incluida una autorización para realizar un nuevo concurso en la línea de Régua a la frontera, y aceptar la retirada de los antiguos concesionarios; la garantía de pago a atribuir sería de 4½%, sobre un coste kilométrico de 26 000$000 reales. En el informativo de esta propuesta de ley, se discutió sobre como las líneas transmontañosas iban a aumentar considerablemente los rendimientos en la Línea del Duero, suficientes para compensar los encargos con las garantías de pago; también se estudiaron las condiciones técnicas de la conexión entre Régua y Chaves, siendo aceptada la posibilidad de reducir hasta los 100 metros los radios de las curvas, en los tramos de vía más complicados.
En la reunión del Consejo de Estado del 14 de mayo, fue ratificada la ley, votada por las Cortes, que autorizaba la construcción del ferrocarril entre Régua y la frontera. Un decreto ley del 24 de mayo de 1902 autorizó al Gobierno a aceptar la retirada de los concesionarios, y a abrir un nuevo concurso para este proyecto, con el apoyo del Fondo Especial, a través de garantías de pago. En el mismo día, fue publicado un decreto con las bases del concurso, que, por haber salido con errores del Diario de Gobierno, fue nuevamente publicado el 21 de abril.
Las bases para el concurso fueron publicadas el 21 de abril de ese año. El concurso, abierto el 2 de agosto, estipulaba que la construcción estuviese dividida en cinco fases, que terminaban en Vila Real, Vila Pouca de Aguiar, Vidago, Chaves, y en la frontera con España. En septiembre, uno de los concurrentes era el empresario Isidro de Campos, en nombre de un grupo financiero portuense.
Este proceso concluyó el 5 de noviembre, siendo concurrentes la casa Fonsecas, Santos & Vianna, en representación de una asociación de capitalistas extranjeros, Alfredo Menéres, David Cohen, y Juán Lopes da Cruz; no obstante, el gobierno no llegó a un acuerdo con ninguna de las propuestas presentadas, y resolvió abrir un nuevo concurso, en el cual permitió el uso de curvas de radios de 60 metros y de material circulante articulado, se aumentó el peso por metro de los carriles hasta 24 kilogramos, se retiró la base de licitación y se aumentó el depósito, y posibilitó velocidades comerciales semejantes a las practicadas en la Línea del Duero.
El nuevo concurso fue abierto el 2 de diciembre; el ingeniero Raul Mesnier du Ponsard se presentó, mientras que Juán Lopes da Cruz no se presentó, porque ya había constituido una empresa para la construcción del tramo entre Mirandela y Braganza. El final este proceso fue atrasado, a petición de un concurrente, siendo cerrado el 16 de enero de 1903; no obstante, solo una propuesta fue entregada, que fue reusada por presentar varios puntos nulos, habiendo desistido otro candidato.
En la sesión de las Cámaras Legislativas de 1902-1903, fueron discutidos varios proyectos ferroviarios, incluyendo la construcción de la línea de Régua a la frontera, pasando por Vila Real y Chaves, habiéndose determinado que debía ser realizada directamente por el Gobierno, a través de los Caminhos de Ferro do Estado; el concurso correspondiente fue debatido en la sesión de la Cámara Electiva, el 20 de abril, por Filipe de Moura y Magalhães Ramalho. La instalación de esta línea fue apoyada por la alcaldía de Chaves, en representación de la población de aquel ayuntamiento, que pretendía una conexión a la Línea del Duero.
Después de la publicación de la ley de 1899, se comprobó la necesidad de planear varias conexiones complementarias por todo el país, que fueron clasificadas en los planos de las redes ferroviarias al Norte del Mondego, decretado el 15 de  febrero de 1900, y al Sur del Tajo, decretado el 27 de noviembre de 1902; de esta forma, la ley se volvió insuficiente, siendo necesaria una nueva propuesta de ley, presentada en 1903, y que autorizaba al Gobierno a gastar 6:500.000$000 reales del fondo especial, para iniciar varios proyectos ferroviarios por todo el país, incluyendo la conexión de Vila Real a Chaves., Sin embargo, antes de esto, sería necesario terminar los inversiones previstas en la ley anterior, como el primer tramo de Régua a Chaves.

## Planificación y construcción del tramo entre la Régua y Villa Real

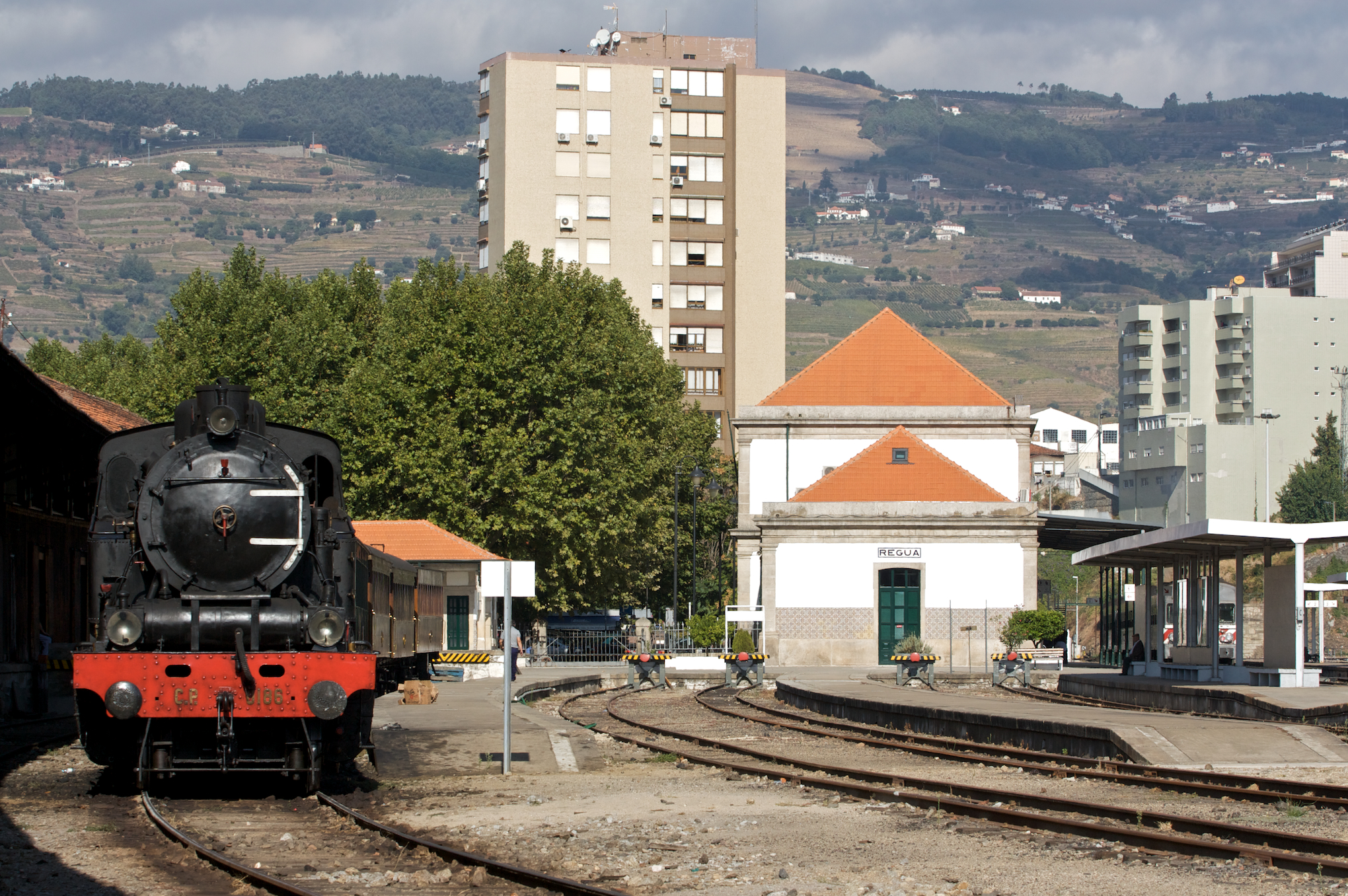
Estación de Régua, en 2010.

En la sesión del Parlamento del 11 de febrero de 1903, el diputado Alexandre Cabral cuestionó al ministro de Obras Públicas, Manuel Francisco de Vargas, acusándolo de ilegalidades en las modificaciones que este tenía introducido en las bases del concurso para la línea de Régua a la frontera. El concurso se realizó el 16 de  febrero, no habiendo entrado, hasta el día anterior, ninguna propuesta en el Ministerio, aunque era común, en aquel momento, que los requisitos solo fuesen presentarlos en el momento del concurso. Por otro lado, se supuso que este hecho fue el resultado del fuerte debate ocurrido en el Parlamento unos días antes, y que causó una situación poco propicia para este proceso. Así mismo, surgió una solo propuesta, que, por contener varios errores, no pudo ser aceptada. Así, Manuel Vargas promulgó, en una ley del 18 de febrero de 1903, la construcción de la línea por parte del Gobierno el 25, sido oficialmente destacada la Administración de los Ferrocarriles del Estado para dirigir la construcción del primer tramo, entre Régua y Vila Real. Las obras debían comenzar después ser terminados y aprobados los trabajos preparatorios, por la División de Miño y Duero de los Ferrocarriles del Estado; esta división también sería responsable de los estudios necesarios para los tramos siguientes de la línea.
Fue utilizado el plan de 1897 de Alberto da Cunha Leão, habiendo solo sufrido modificaciones en la salidas de la estación de Régua; el plan revisto, con fecha del 31 de marzo de 1903, tenía fecha de entrada en el Consejo Superior de Obras Públicas y Minas el 16 de abril. El parecer de esta organización fue publicado el 23, y, dos días después, el gobierno, basándose en este informe, aprobó el plan y el presupuesto correspondiente. Se consideró que fue elaborado con rapidez, por cinco brigadas de estudio dirigidas por el consejero Póvoas, habiendo demorado poco más de un mes los trabajos de campo y de gabinete; se esperaba, en ese momento, que las obras comenzasen en mayo. El trazado propuesto aprovechaba el puente que ya existía, de la Línea del Duero, sobre el Río Corgo, siguiendo siempre la margen izquierda de este curso de agua, y terminando en frente de un nuevo puente en Vila Real; debido a la extrema dificultad del terreno, la travesía del Río solo se debería realizar en el tramo entre Vila Real y Vidago, en el Valle de Vila Pouca, donde el terreno era mucho más abierto. El radio mínimo para las curvas debería ser de 60 m, y las rampas solo deberían poseer hasta 25 mm de inclinación.
Las leyes del 24 de abril y 1 de julio de 1903 aportaron los medios necesarios para la construcción, y, el 7 de mayo, la Dirección de Miño y Duero de los Caminhos de Ferro do Estado anunció que iba a abrir el 10 de  junio, en la Estación de Campanhã, un concurso público para la adjudicación de dos licitaciones, denominadas A y B, correspondientes a dos tramos entre Régua y Vila Real. De este proceso resultaron ocho propuestas siendo aceptada la del concurrente José Pereira. En septiembre, ya habían sido iniciados los trabajos en el tramo entre Vila Real y Régua
El 10 de septiembre de 1903, el gobierno ordenó que fuese iniciado el concurso por las partes restantes de la línea entre Régua y Vila Real; el 16 de octubre, el programa y el correspondiente cuaderno de encargos ya habían sido aprobados, siendo anunciado, en ese día, la realización de un concurso, para el 16 de diciembre, para otras dos licitaciones en aquel tramo, con los códigos C y D. El 21 de octubre, fue aceptado un requerimiento del Ministro de Obras Públicas para aumentar los valores del préstamo, con el fin de iniciar nuevos proyectos y concluir otros en marcha; así, el presupuesto de los estudios y de la construcción de la Línea de Regua por Vila Real a Chaves fue incrementado a 240:000$000 reales.
El 6 de noviembre, la Dirección del Miño y Duero comunicó que iba a abrir, el 10 de diciembre, otro concurso, para las licitaciones Y y F, completando, así, el tramo entre Régua y Vila Real.
En septiembre, la construcción del tramo entre Régua y Vila Real ya estaba en curso, partiendo de dos puntos al mismo tiempo. En aquel mes, se esperaba que las obras fuesen concluidas antes de final de año, y el plan para la ampliación de la estación de Régua, con el fin de acoger no solo la nueva línea, sino también la programada extensión hasta Vila Franca das Naves, ya se había producido y había sido entregada al Consejo Superior de Obras Públicas, para que este órgano la valorase.
El tramo hasta Vila Real fue abierto a la explotación el 12 de mayo de 1906. A principios de siglo, se consideraba que este ferrocarril presentaba buenas promesas para el futuro, y que, como afluente de la Línea del Duero, aumentaría considerablemente el tráfico en aquella conexión.

## Tramo entre Vila Real y Vidago

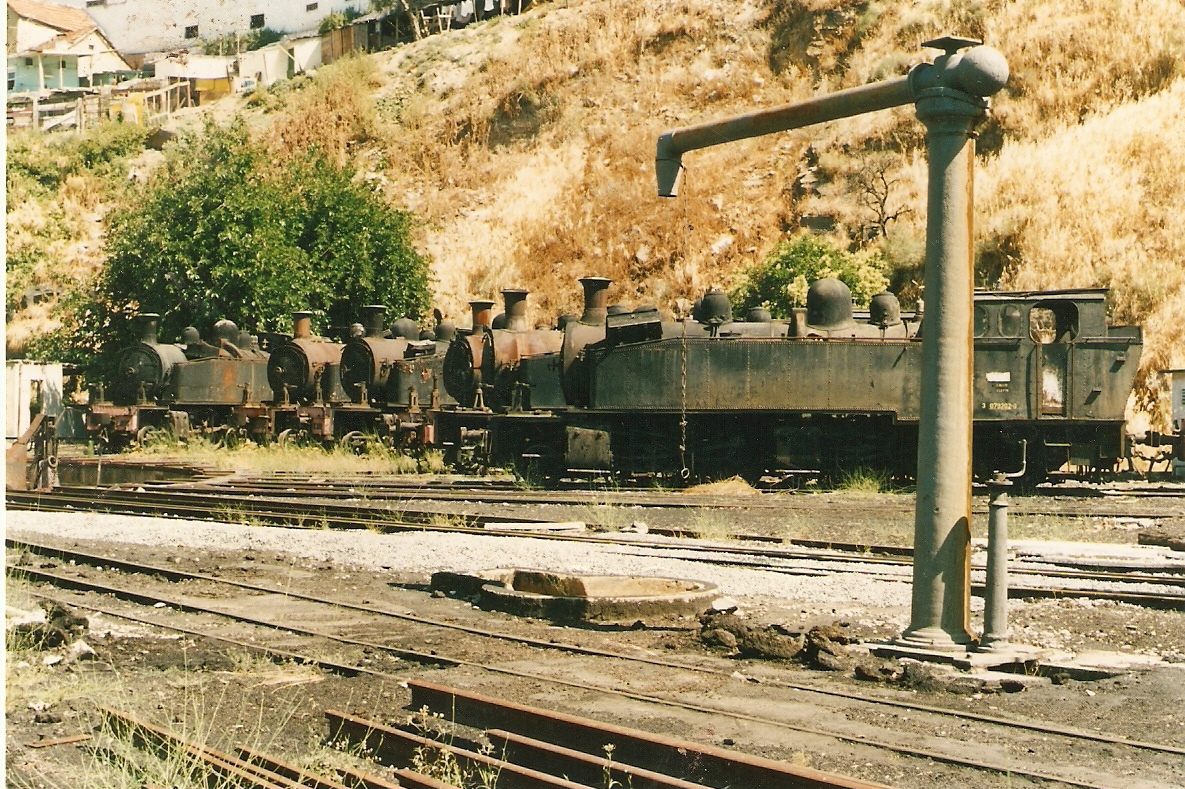
Antiguas locomotoras de la Línea del Corgo, abandonadas en la Estación de Régua.

En julio de 1903, previéndose que los futuros estudios para la construcción del tramo entre Vila Real y Chaves iban a ser liderados por José António Moraes Sarmento, que, en aquel momento, estaba encargado de los estudios del primer tramo de la Línea del Vale do Sado. El plan y el presupuesto para el primer tramo de la segunda parte de la línea, que correspondía al tramo entre la Estación de Vila Real y Ribeiro de Varges, con fecha de 13 de febrero de 1905, fueron aprobados  el 2 de  marzo del mismo año; el 13 de marzo, la Dirección de Miño y Duero de los Caminhos de Ferro do Estado anunció la apertura de un concurso el 18 de abril, para la construcción de aquel tramo. El 13 de septiembre, fue aprobado el proyecto y el presupuesto, con valor de 254:826$000 reales, del segundo tramo de la segunda sección del Ferrocarril de Regoa a Chaves, correspondiente al tramo entre Ribeiro de Varges y Pedras Salgadas; en ese mes, ya se estaban efectuando los alisados en los cerca de 15 kilómetros hasta Ribeiro de Varges, se encontraban en realización varios estudios para la continuación hasta Chaves, y estaban siendo montadas, en las oficinas de Campanhã, las dos primeras locomotoras, de la marca alemán Henschel & Sohn. El 29 de septiembre, los Ferrocarriles del Estado marcaron, para el 6 de noviembre, un concurso público para varias infraestructuras y alisados en esta línea.
Una ordenanza del 14 de septiembre de 1905 aprobó el plan entre Ribeiro de Varges y Pedras Salgadas; este documento fue elaborado por dos brigadas, dirigidas por los ingenieros Alfredo Pereira, que ya habían sido responsable de la ejecución de los estudios para el primer tramo, y Byrne Pereira. El trazado propuesto acompañó el curso del Río Corgo hasta Vila Pouca de Aguiar; como estaba previsto anteriormente, ya la travesía del Río se acercaba a esta localidad, en el Valle de Vila Pouca, donde el terreno era mucho más fácil. La construcción del puente, incluyendo las avenidas de acceso, fue presupuestada en 4:856$000 reales. El plan incluía, igualmente, la instalación de cuatro estaciones: Pedras Salgadas, Tourencinho en el kilómetro 4,920, Parada en el punto 8,850, y, en el kilómetro 13,920, Vila Pouca de Aguiar; estando prevista la inserción de dos apeaderos, uno entre Tourencinho y Parada, para servir a las localidades de Gralheira, Tolões y Zimães, y otro, para ser utilizado por las poblaciones de Nuzedo, Sampaio y Vila Meã.
La línea llegó a Pedras Salgadas  el 15 de  julio de 1907 y a Vidago  el 20 de marzo de 1910. En ese año, se iniciaron los servicios de envíos postales en esta línea, que permanecerían hasta 1972.

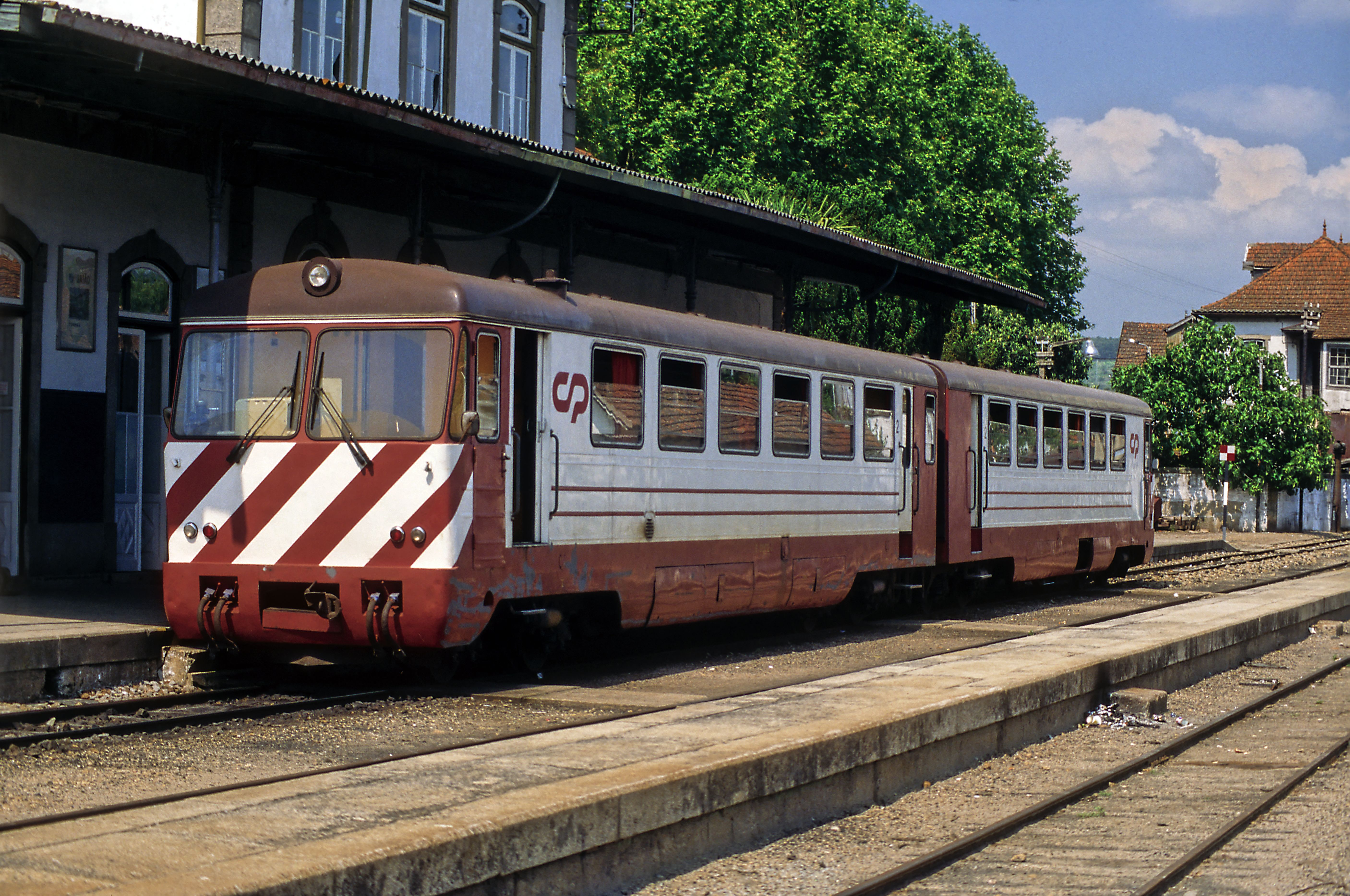
Automotor de la CP Serie 9700 en la Estación de Vila Real.

## Tramo entre Vidago y Chaves
Una ordenanza del 17 de abril de 1915, fundada en los pedidos de la población de Chaves, y basada en los pareceres del Consejo Superior de Obras Públicas y Minas, presentados el día anterior, ordenó que el tramo entre Moure y Chaves fuese construido por el margen derecho del Río Tâmega, pero fue revocada por otra ordenanza, publicada  el 10 de  julio, que determinó que la línea seguiese el margen izquierdo; no obstante, y a pesar de que los trabajos se habían iniciado por el nuevo trazado, se comprobó que el trazado primitivo ofrecía mejores condiciones técnicas, sería menos costoso, y proveía una mejor posición para la futura continuación hasta la línea entre Medina del Campo y La Coruña, de la red ferroviaria española, por lo que la Ordenanza 1459, del 2 de agosto de 1918, ordenó el regreso al proyecto original, por el margen derecho.
El tramo entre Vidago y Tâmega fue inaugurado  el 20 de  junio de 1919, y,  el 28 de  agosto de 1921, fue abierta a la explotación la línea hasta Chaves.

## Transición a la Compañía Nacional de Ferrocarriles
| Línea  | 1914 | 1920 | 1922 | 1925 |
| ------ | ---- | ---- | ---- | ---- |
| Corgo  | 1,13 | 2,47 | 2,83 | 4,01 |
| Támega | 1,01 | 1,96 | 2,92 | 4,64 |
| Sabor  | 1,43 | 1,96 | 2,93 | 9,49 |

A pesar de que la Línea ya estaba concluida, su gestión sufrió grandemente con la inestabilidad en la administración de los Caminhos de Ferro do Estado, que se acentuó con la Revuelta del 19 de octubre de 1921; esto repercutió en el aumento del coeficiente de explotación. Así, esta línea fue arrendada por el Estado a la Companhia dos Caminhos de Ferro Portugueses  el 27 de  marzo de 1927, que la subarrendó a la Companhia Nacional de Caminhos de Ferro por un contrato del 11 de marzo de 1928. Entre las condiciones del contrato, la Compañía tendría que pagar un salario fijo, correspondiente al 6% de las ventas brutas, y un salario variable, que era obtenido de un porcentaje de los beneficios líquidos; esta última condición fue criticada, dado que las dos Líneas en liza ya eran de por sí deficitarias, no pudiendo, entonces, generar beneficios. En caso de que existiese perjuicio, como sucedió, el Estado tendría que cubrir hasta el 70% del déficit, a no ser que esa situación se debiese a casos de Fuerza mayor o de insuficiencia de tarifas.
Inicialmente, la situación se mostró bastante favorable, con la Compañía Nacional a realizar una excelente gestión de la línea, habiendo reducido el coeficiente de explotación de 3,89 a 1,15. No obstante, la explosión del transporte de carretera y la crisis económica, junto con las restrictivas condiciones del contrato, deprisa comenzaron a amenazar la situación financiera de la empresa, colocándolo al borde de la quiebra. Por otro lado, las condiciones de explotación de la línea también se revelaron difíciles, debido a su aislamiento en relación con el resto de la red de líneas métricas, que no permitía el intercambio de material circulante por la no utilización de oficinas comunes. Para intentar mejorar la situación, el Consejo Superior de Ferrocarriles realizó varios estudios, donde destacó un informativo del ingeniero Vasconcelos y Sá, que aconsejaba el uso de material circulante a gasóleo, incluyendo automotores, dado que permitían una considerable reducción de gastos, y la separación del transporte de mercancías y pasajeros.
Para conseguir que el Gobierno pagase el valor correspondiente al 70% del déficit, como había sido acordado, la Compañía Nacional tuvo que recurrir al Tribunal Arbitral; este favoreció a la Compañía, habiendo declarado, en un acuerdo del 5 de julio de 1932, que esta no podía ser culpada de las condiciones en que operaba, debido a las difíciles condiciones físicas de las líneas y a los problemas con el material circulante, que era anterior a los contratos; estos factores explicaban, igualmente, la razón por la cual las tarifas eran incapaces de cubrir las gastos. De esta forma, el Gobierno fue condenado a pagar 1.703.000$00 escudos, relativo al 70% del déficit entre 1929 y 1931 en las Líneas del Sabor y del Corgo.

## Conexión con las líneas del Támega y del Túa

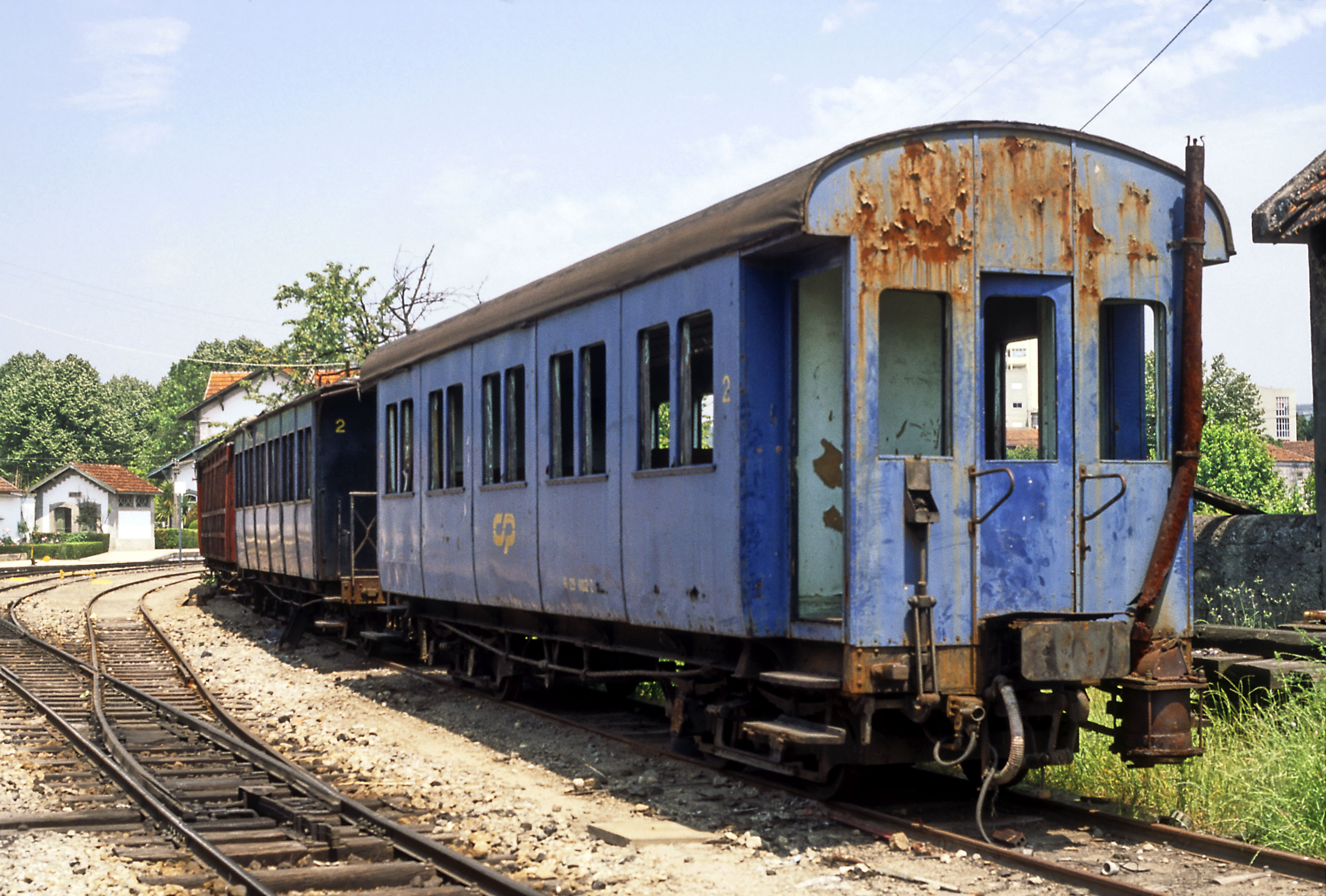
Antiguos vagones, abandonados en la Estación de Vila Real, en 1996.

En 1898, Elvino de Brito ordenó que fuesen realizados los Planos Complementarios al Norte del Mondego y al Sur del Tajo. La comisión destacada en la zona Norte del Mondego propuso la construcción de dos líneas, ambas de ancho estrecho, una saliendo de la Línea del Duero en Livração, siguiendo por el valle del Río Tâmega y pasando por Cavez, y terminando en la Línea del Corgo en Vidago, mientras que la segunda continuaría la Línea de Guimarães a partir de la ciudad homónima, enlazando en la Línea del Támega en Cavez.
Este plan fue aprobado por un decreto del 16 de febrero de 1900, siendo el primer tramo de la línea del Támega, entre Livração y Celorico, como garantía de este decreto.
Entre 1927 y 1929, se procedió a la revisión del plan general de la red ferroviaria, teniendo el nuevo plan aprobado por el Decreto n.º 18190, del 28 de marzo de 1930; este plan modificó la continuación proyectada de la línea del Támega, desplazando su punto terminal a la Estación de Pedras Salgadas, en la Línea del Corgo. Este nuevo trazado pasaría por Cavez y por el valle del Río Avelames, y serviría a la localidad de Ribeira de Pena. El Decreto también introdujo la Transversal de Trás-os-Montes, que uniría las Estaciones de Pedras Salgadas o Vila Pouca de Aguiar a la línea del Túa en Mirandela. Por su parte, la Línea del Ave uniría Arco de Baúlhe, en la ñínea del Támega, a Caniços, en la Línea de Guimarães, quedando así unida la red de vía estrecha de Porto en las tres líneas transmontanas; la única línea que quedaría segregada del resto de red métrica era la del Sabor, por no estar insertada en el transversal de Chacim, que uniría Mogadouro, en ese ferrocarril, a Macedo de Cavalleros, en la línea del Túa. Además de permitir una mejor cobertura de la región de Trás-os-Montes y permitir su vinculación al litoral, estas líneas mejorarían las condiciones de explotación de los ferrocarriles ya existentes, una vez que dejasen de estar aisladas, pudiendo intercambiar material circulante y utilizar instalaciones de reparaciones comunes.
La Comisión Administrativa del Fondo Especial de Ferrocarriles aprobó, en su sesión del 23 de abril de 1934, la construcción de tres casas para la vivienda de personal, en esta línea.

## Declive y cierre del tramo Vila Real - Chaves
En 1970, esta línea tenía un reducido tráfico ferroviario, motivo por el cual la Compañía de los Caminhos de Ferro Portugueses la incluyó, junto con otras líneas y ramales, en una serie de estudios que realizó; el objetivo era saber si existían condiciones para mantener los servicios, con apoyos del estado, y averiguar sobre la posibilidad de sustituirlos por líneas de autobús. En la primera mitad de la década de 1980, es abierto un núcleo museológico en la Estación de Chaves, en el ámbito de un esfuerzo con los Caminhos de Ferro Portugueses por la preservación de su patrimonio.
En 1984, el tramo hasta Chaves fue objetivo de obras de recalificación, lideradas por José Pinto Mourinha, jefe de distrito de los Ferrocarriles Portugueses.
En 1990, fue cerrado el tramo entre Vila Real y Chaves.

## La Línea en las Décadas de 1990 y 2000
A mediados de 2000, estaba prevista la realización de convoyes históricos a vapor entre Régua y Vila Real, en una iniciativa de la Red Ferroviaria Nacional, de la operadora Comboios de Portugal, y de otras entidades; sería empleada una locomotora de la casa alemana Henschel & Sohn, que ya había circulado en esta Línea, estando también prevista la apertura de comercios en las estaciones a lo largo del recorrido, para vender artículos regionales y Vino de Porto. En este momento, ya circulaban, de forma esporádica, convoyes históricos, remolcados por locomotoras a gasóleo.
En enero de 2001, el tránsito ferroviario fue suspendido en esta línea, debido a las condiciones atmosféricas adversas. En julio, una colisión entre un comboi y un automóvil, en un paso a nivel junto a Peso da Régua, provocó tres heridos graves.
En 2002, ya estaban en funcionamiento los trenes turísticos con la locomotora a vapor, realizados entre marzo y octubre.
En 2005, se realizó el último viaje turístico en la Línea del Corgo, hasta Vila Real, utilizando el tren histórico preservado en la Estación de Régua.

## Desactivación del tramo Régua - Vila Real

### Cierre por obras
El tramo entre Régua y Vila Real fue cerrado por la Red Ferroviaria Nacional  el 25 de  marzo de 2009, para la realización de obras, con el fin de modernizar la línea y aumentar su seguridad. La empresa preveía la reapertura de la línea en 2011, comenzándose un estudio en noviembre en las poblaciones entre Vila Real y Peso da Régua, que pretendía reconocer las necesidades de las poblaciones, con el fin de ajustar el futuro funcionamiento de la línea. En ese año, la entonces secretaria de Estado de los Transportes, Ana Paula Vitorino, anunció que iban a ser invertidos 23,4 millones de euros en obras de reparación de la línea, esperando que estuviesen terminadas antes del final de 2010.
Fue organizado un servicio alternativo de autobuses, pero la seguridad de este transporte fue criticada debido a la reducida longitud de las rutas. Por otro lado, el diputado Socialista Jorge Almeida criticó el proceso de suspensión, afirmando que fue realizado de forma demasiado rápida, y que debía haber habido mejor preparación junto a las poblaciones, con el fin de evitar mayores incomodidades en la transición a los transportes alternativos. En septiembre de 2011, CP gastaba 7.346 euros por mes con empresas privadas, para asegurar este servicio.
La primera fase, correspondiente a la remodelación de la infraestructura de vía y alteraciones en la plataforma, con un valor de 4,4 millones de euros, estaba prevista que comenzase en junio, pero, a principios de julio, todavía no se había iniciado, debido a dificultades en la adquisición de nuevos materiales para la vía ferroviaria. A finales de ese mes, la primera fase ya había arrancado., siendo terminada a finales de año. Enseguida, la Red Ferroviaria Nacional inició la creación de varios proyectos de geotecnia, de drenaje y de vía; este aparente estado en los trabajos provocó algunos recelos entre las poblaciones y dirigentes locales. Además de esto, y como estaba previsto, esta entidad inició, en 2010, un programa de investigación en los principales puntos de atracción y generación de viajes, en las escuelas, y a los usuarios de los transportes públicos de transporte y ferroviario, para reconocer los patrones de movilidad de las poblaciones incluidas; esta información fue, posteriormente, analizada, para preparar soluciones de transporte integrado de transporte y ferroviario.
En abril del mismo año, la Asamblea Municipal de Vila Real, presidida por Pedro Pasos Coelho, aprobó una moción, exigiendo al gobierno que se inicie la segunda fase en las obras de la Línea; Luís Pedro Pimentel y António Cabeleira, diputados del Partido Social Demócrata, entregaron un requerimiento en la Asamblea de la República, por la forma en que el gobierno informaba sobre las fechas de reinicio y conclusión de obras, y si la línea sería recalificada y reabierta en septiembre de 2010, como había sido prometido anteriormente por el Ministro de Obras Públicas.

### Suspensión de las obras y cierre de la Línea
En julio, la Red Ferroviaria Nacional decidió suspender, entre otros inversiones, el proyecto de rehabilitación de la Línea del Corgo, de acuerdo con las directrices del Plan de Estabilidad y Crecimiento, que preveía restricciones de presupuesto y combatir el endeudamiento público, y del Plan Estratégico de Transportes.
En marzo de 2011, la organización Quercus exigió la reapertura de la Línea del Corgo. El 2 de abril, se produjo una manifestación en la Estación de Vila Real, protestando contra el cierre de ese tramo. Al mes siguiente, Pasos Coelho defendió, en una campaña electoral en Peso da Régua, la recalificación de esta línea. En junio, un estudio realizado por un equipo conjunto del Ministerio de Obras Públicas y Transportes y del Ministerio de Finanzas fue entregada a la Troika, defendiendo el cierre de varios tramos ferroviarios y la suspensión definitiva de las obras en varias líneas, incluyendo la del Corgo.
En octubre, la organización Movimiento Cívico por la Línea del Corgo organizó un debate en Alvações do Corgo, sobre la desactivación de la línea. En ese mes, el gobierno anunció el cierre definitivo de la Línea del Corgo.
En noviembre, la división CP Flota de la operadora Comboios de Portugal procuró vender la composición historia de vía estrecha que estaba guardada en la Estación de Régua, alegando que, con el cierre de la Línea del Vouga, este tren dejaría de ser útil; este proceso provocó polémica, con la Federación Europea de las Asociaciones de Caminhos-de-Ferro Turísticos al haber boicoteado la tentativa de venta. En ese mes, la Red Ferroviaria Nacional colocó barreras en las entradas de varios tramos de la antigua Línea del Corgo, con el fin de impedir su utilización abusiva.
En diciembre, el Movimiento Cívico alertó de que los antiguos carriles de la Línea del Corgo, que habían sido almacenados en la Estación de Vila Real, fueron retirados por camiones. En ese mes, la operadora Comboios de Portugal anunció, el 1 de enero de 2012, el cierre del servicio de transporte de sustitución en esta línea, debido al final del proceso de reactivación, como estaba previsto por el Plan Estratégico de Transportes; de este modo, los servicios de autobuses pasarían a ser prestados por empresas locales de transporte.